# Kate Newell Doggett
Kate Newell Doggett, nata Kate Newell, (Charlotte, 5 novembre 1827 – L'Avana, 13 marzo 1884), è stata una botanica, traduttrice e socialite statunitense, attivista per il suffragio femminile.

## Biografia
Kate Doggett, Newell alla nascita, nacque nel 1828.
Nel 1869 fu nominata responsabile dell'erbario dell'Accademia delle Scienze. Fu delegata della National American Woman Suffrage Association. Nel 1873 creò il club femminile Fortnightly of Chicago. Si tratta della più antica associazione femminile di Chicago. Nel 1874 la Doggett tradusse in inglese il libro francese The Grammar of Painting and Engraving.
La Doggett morì nel 1884. Riposa nello Oak Woods Cemetery, Chicago, Contea di Cook, Illinois.